# Воєнспец
Воєнспе́ц (скорочено від рос. Военный специалист) — фахівець військової справи, з числа офіцерів або генералів царської армії, який перебував на службі в Червоній армії в перші роки радянської влади.
1920 складали 37 % командного складу. Відіграли головну роль у становленні та розбудові РСЧА, зробили важливий внесок у її перемогу. Значна частина воєнних спеціалістів в РСЧА упродовж 1920–30-х рр. була репресована (див. «Весна»).